# Ipomoea stenobasis
Ipomoea stenobasis är en vindeväxtart som beskrevs av John Patrick Micklethwait Brenan. Ipomoea stenobasis ingår i släktet praktvindor, och familjen vindeväxter. Inga underarter finns listade i Catalogue of Life.